# Zelito Viana
José Viana de Oliveira Paula (Fortaleza, 5 de maio de 1938), mais conhecido como Zelito Viana, é um cineasta brasileiro.
Filho de Francisco Anysio de Oliveira Paula  e de Haydee Viana, é irmão do comediante Chico Anysio e da atriz e comediante Lupe Gigliotti, o que o faz tio da atriz e diretora Cininha de Paula, do roteirista e ator Bruno Mazzeo e do comediante Nizo Neto.
Zelito casou-se em 1961 com a educadora Vera de Paula, com quem tem dois filhos, a diretora de cinema Betse de Paula e o ator Marcos Palmeira.

## Biografia
Formado em Engenharia, Zelito Viana escolheu o cinema quando, em 1964, seu colega de turma, Leon Hirszman o convidou para trabalhar como produtor. Em junho de 1965 funda, com um grupo de jovens realizadores, entusiastas do movimento cinemanovista, Produções Cinematográficas Mapa Ltda, que depois atenderia pelo nome de Mapa Filmes do Brasil. Numa recente eleição da revista VEJA, dos dez maiores filmes brasileiros de todos os tempos, a MAPA é responsável por dois deles : Terra em Transe de Glauber Rocha e Cabra Marcado para Morrer de Eduardo Coutinho. Além destes filmes, a Mapa produziu mais de duas dezenas de outros em parceira com alguns dos maiores Diretores de Cinema no Brasil como Cacá Diegues, Walter Lima Jr. Paulo Cesar Saracenni, Roberto Pires, Julio Bressane, Carlos Alberto Prates Correia, Arnaldo Jabor, Paulo Alberto Monteiro de Barros, Betse de Paula, Joaquim Pedro de Andrade, David Neves, José Jofily e Daniel Filho.
Em 1970 Zelito passou para trás das câmeras e iniciou a carreira de diretor, com as comédias Minha Namorada (1970) com roteiro próprio, codireção de Armando Costa, e O Doce Esporte do Sexo (1971), que teve como protagonista seu irmão, Chico Anysio. O filme de época Os Condenados (1975), uma das suas mais importantes experiências como diretor, baseado no romance de Oswald de Andrade, conquistou o Prêmio de Melhor Diretor em Nova Dheli, na Índia, Salva de Prata em Portugal e foi selecionado para a Mostra New Films New Directors, no Festival de Nova York. 
Zelito Viana foi homenageado em inúmeros Festivais pelo conjunto de sua obra e tornou-se referência no cinema brasileiro.

## Trabalhos no cinema

### Diretor e produtor
| Ano  | Titulo                                |
| ---- | ------------------------------------- |
| 1970 | Minha Namorada                        |
| 1971 | O doce esporte do sexo                |
| 1975 | Os Condenados                         |
| 1977 | Morte e Vida Severina                 |
| 1978 | Terra dos Índios                      |
| 1985 | Avaeté - semente da vingança          |
| 2000 | Villa-Lobos - Uma Vida de Paixão      |
| 2009 | JK Bela Noite para Voar               |
| 2011 | Augusto Boal e o Teatro do Oprimido   |
| 2016 | A Arte Existe Porque a Vida não Basta |

### Produtor
| Ano  | Titulo                                                        |
| ---- | ------------------------------------------------------------- |
| 1965 | Menino de Engenho - Walter Lima Júnior                        |
| 1966 | A Grande Cidade - Carlos Diegues                              |
| 1967 | Terra em Transe - Glauber Rocha                               |
| 1968 | O Homem Que Comprou o Mundo - Eduardo Coutinho                |
| 1969 | Máscara da Traição - Roberto Pires                            |
| 1969 | O Dragão da Maldade contra o Santo Guerreiro - Glauber Rocha. |
| 1970 | Cabeça Cortadas - Glauber Rocha                               |
| 1971 | Na Boca da Noite - Walter Lima Júnior                         |
| 1972 | Quando o Carnaval Chegar                                      |
| 1976 | Perdida - Carlos Alberto Prates Correia                       |
| 1982 | O Segredo da Múmia - Ivan Cardoso                             |
| 1984 | Cabra Marcado para Morrer - Eduardo Coutinho                  |
| 1990 | Os Cornos de Cronos - José Fonseca e Costa                    |
| 1994 | Veja Esta Canção - Carlos Diegues                             |

### Curta-metragens
| Ano  | Titulo                                |
| ---- | ------------------------------------- |
| 1969 | A Máquina Invisível                   |
| 1971 | Cresça e Apareça                      |
| 1973 | Rodovia Belém Brasília                |
| 1974 | Zabumba Orquestra Popular do Nordeste |
| 1975 | Nova Pecuária do Nordeste             |
| 1975 | Ishikawajima                          |
| 1977 | Choque Cultural                       |
| 1995 | Terra Molhada                         |

## Trabalhos na televisão

### Direção
| Título | Ano       |
| --- | --------- |
| Chico Total - 8 programas especiais mensais para a TV Globo;                                                    |           |
| Chico Anysio Show - 43 programas semanais para a TV Globo;                                                      |           |
| Batalha dos Guararapes - programa de televisão para a TVE                                                       | 1981      |
| Xou da Xuxa n° 1 - programa de Home Vídeo - Globo Vídeo.                                                        | 1985      |
| Filmes institucionais para o projeto Carajás - TV Carajás.                                                      | 1985      |
| Desfiles das Escolas de Samba dos Carnavais - Globo Vídeo.                                                      | 1986-1987 |
| Campanha de Marcelo Cerqueira para a Prefeitura do Rio                                                          | 1984      |
| Campanha de Sinval Palmeira para Governo do Estado do Rio.                                                      | 1986      |
| Programa do PCB transmitido em rede nacional de TV                                                              | 1988      |
| Campanha de Roberto Freire para a Presidência da República.                                                     | 1988      |
| Campanha de José Richa para o Governo do Paraná                                                                 | 1990      |
| Vídeos Institucionais para as Empresas: Vale do Rio Doce, Banco do Brasil S.A, BB-Tur Turismo S.A,              |           |
| Metrô RJ, Bradesco Seguros, Secretaria de Educação do Estado do Rio de Janeiro, Rede de Tecnologia,             |           |
| Instituto Nacional de Tecnologia, SECTEC RJ                                                                     | 1980      |
| Voz e Violão - especial com Adriana Calcanhoto para Sony Music                                                  | 1991      |
| 1991 |           |
| Mídia, Mentiras & Democracia - vídeo para a Prefeitura do Rio de Janeiro                                        | 1992      |
| Vídeo clipe da música Piano Bar - Engenheiros do Hawaii – BMG/Ariola.                                           | 1992      |
| Sonhos de uma Noite de Verão - vídeo da peça estrelada por Lucélia Santos                                       | 1993      |
| Vídeo clipe da música Mentiras de Adriana Calcanhoto para Sonic Music                                           | 1993      |
| Especial para televisão sobre a cantora Vanessa Barum                                                           | 1994      |
| Para o Cosmo Infinito - reportagem para o Canal Plus, na França, sobre o cineasta José Mojica Marins            | 1994      |
| O Canto e a Fúria - especial sobre o poeta Ferreira Gullar                                                      | 1994      |
| Guarani em Filmagem - reportagem para o Canal Plus sobre a filmagem de “O Guarani” de Norma Bengell             | 1994      |
| Canal Saúde - série de programas, para a FIOCRUZ - Fundação Oswaldo Cruz                                        | 1995      |
| Rio Tecnologia - série de programas para a TV Educativa patrocinados pela Rede de Tecnologia do Rio de Janeiro. | 1995-1996 |
| Imagens da História - série de programas para a TVE/Rede Brasil.                                                | 1995-1996 |
| Canção Brasileira - documentário sobre a cantora Sueli Costa.                                                   | 2001      |
| Imagens da História II – série de programas para a TVE/Rede Brasil.                                             | 2002      |
| O país é este – documentário sobre os resultados do Censo 2000 IBGE                                             | 2002      |
| Arte para todos - série de documentários para TV sobre a História das Artes Plásticas no Brasil                 | 2004      |
| Viva + 10 - vídeo institucional sobre a Ong Viva Rio                                                            | 2004      |
| Ferreira Gullar - A Necessidade da Arte                                                                         | 2005      |
| Aparecida Azedo: Uma Vida em 24 Quadros                                                                         | 2005      |

### Produção
| Ano  | Título                                                              |
| ---- | ------------------------------------------------------------------- |
| 1995 | Confissões de Adolescente - 13 episódios dirigidos por Daniel Filho |

## Principais prêmios
| Título |
| --- |
| Terra em Transe: Prêmio Air France de Cinema - Melhor Produtor (1967) Homenageado no Festival de Nova York: Produtor de Terra em Transe (1992) |
| Os Condenados: Pavão de Prata - Melhor Diretor / V Festival de Nova Dheli Índia (1975) |
| Coruja de Ouro - Melhor Filme do Ano no Brasil (1975) Salva de Prata - Melhor Filme / Portugal (1975) Selecionado Mostra New Directors, New Films no Festival de NY (1975)                                                                               |
| Morte e Vida Severina: Margarida de Prata - Melhor Filme / CNBB (1977) |
| Choque Cultural: Candango de Ouro - Melhor Filme em 16mm / Brasília (1978) |
| Terra dos Índios: Prêmio Federação Nacional de Cine Clubes do Brasil (1979) |
| Cabra Marcado para Morrer: Tucano de Ouro - Melhor Filme / I Fest Rio (1985) |
| Avaeté, a semente da vingança: Medalha de Prata / Festival de Moscou (1985) Sol de Ouro - Melhor Filme / Rio Cine Festival (1985) Prêmio Air France de Cinema - Melhor Filme Brasileiro do Ano (1985) Festival de Tróia - Melhor Filme / Portugal (1986) |
| Villa-Lobos, uma vida de paixão: Golfinho de Ouro - Governo do Estado do RJ (2000) |

## Membro de júri
| Título                                                                         |
| ------------------------------------------------------------------------------ |
| Festival JB de Curta-Metragem em 1967 e 1969                                   |
| Festival de Orléans na França em 1985 e 1986                                   |
| Presidente do Júri Internacional de Vídeo do II Fest Rio em 1989               |
| Festival de Curta-Metragem de Bilbao - Espanha em 1992                         |
| Festival de Vídeo da Prefeitura do Rio de Janeiro - Fundição Progresso em 1995 |
| Festival de Fortaleza em 1998                                                  |
| Festival de Gramado 2001 - Presidente do Júri                                  |
| Premio Amazonas de Jornalismo Cultural em 2002                                 |
| Mostra Competitiva Curta Noite - 2ª edição,Rio de Janeiro 2007                 |

## Cargos ocupados
| Título                                                                              |
| ----------------------------------------------------------------------------------- |
| Sócio gerente da Mapa Filmes do Brasil Ltda. (1965/...)                             |
| Diretor do Sindicato Nacional da Indústria Cinematográfica (1969/1973)              |
| Diretor da Associação Brasileira de Produtores Cinematográficos (1969/1973)         |
| Membro do Conselho Consultivo do Instituto Nacional de Cinema (1971/1973)           |
| Assessor da Diretoria Geral da Embrafilme (1974/1975)                               |
| Presidente da ABRACI - Associação Brasileira de Cineastas (1977/1979)               |
| Membro do Conselho de Administração da Cooperativa Brasileira de Cinema (1980/1981) |
| Diretor Contratado da Rede Globo de Televisão (1981/1982)                           |
| Diretor de Home Vídeo da Globo Vídeo (1982/1987)                                    |
| Membro do Conselho Federal da Embrafilme (1987/1989)                                |
| Membro efetivo do Conselho Estadual de Cultura do Rio de Janeiro (1995/...)         |
| Professor convidado da Universidade Estadual do Rio de Janeiro UERJ (1999/00)       |
| Membro do Conselho-Diretor do Viva-Rio (2000/...)                                   |
| Coordenador do Curso de Cinema da Universidade Estácio de Sá (2008)                 |

## Publicações
| Ano  | Título                                                          |
| ---- | --------------------------------------------------------------- |
| 1976 | Coleção Frenesi - Edição MAPA - Editor                          |
| 1979 | Terra dos Índios - Edição Embrafilme - Autor                    |
| 1992 | Encontro com Darcy Ribeiro - Editora Revan                      |
| 2000 | Villa-Lobos,Uma Vida de Paixão, Editora Revan                   |
| 2002 | Os Cineastas - Conversas com Roberto d'Ávila, Editora Bom Texto |